# August Güttinger
August Güttinger (n. 10 iulie 1892 – d. noiembrie 1970, Winterthur, cantonul Zürich, Elveția) a fost un gimnast artistic ce a reprezentat Elveția, medaliat olimpic. A participat la 2 ediții ale Jocurilor Olimpice (1924, 1928) în care a câștigat două medalie de aur și două medalii de bronz.